# A rainha do karaté
Shan dong lao niang, em cantonês; Queen of Fist, título original em inglês; Kunf Fu Mama, nos EUA,(pt: A rainha do karaté), é um filme de Hong Kong de 1972, do gênero ação, dirigido por Lung Chien.

## Sinopse
Uma senhora idosa viaja para Xangai para procurar seus filhos desaparecidos. Para ganhar sua vida, ela se apresenta como artista de rua com seus netos. Ela descobre que Lin Hie, chefe da Concessão Francesa de Xangai, matou seu filho e está detendo sua filha em cativeiro. Então, ela quer matar o líder da quadrilha.; 

## Elenco
- Hsien Chin-Chu como a rainha do karaté
- Zhang Qingqing como Ma Ai-Chen
- Jimmy Wang Yu como Ma Yung-Chen
- Kang Kai
- Tzu Lan
- Wong Fei-lung como o chefe da quadrilha
- Tang Chin
- Tian Ye
- Jin Dao
- Zhou Gui
- Huang Long
- Shan Mao